# AeroVironment
AeroVironment (Аэровайронмент или Аэровиронмент) — американский оборонный подрядчик, который в основном занимается беспилотными летательными аппаратами (БПЛА). Штаб-квартира находится Арлингтоне, штат Виргиния. Основал компанию Пол Б. Маккриди-младший, конструктор мускулолётов, в 1971 году. Компания наиболее известна разработкой серии лёгких транспортных средств с приводом от мускульной силы человека, а затем и от энергии солнечных батарей. AeroVironment является ведущим поставщиком небольших дронов для Пентагона, включая модели Raven, Wasp и Puma.

## Продукция
Среди продуктов AeroVironment — Госсамер Кондор, NASA Pathfinder, AeroVironment Helios Prototype, Global Observer, General Motors EV1, RQ-11 Raven, WASP, RQ-20 Puma, Switchblade.
Компания является пионером инопланетного воздухоплавания: ею созданы первый марсолёт Ingenuity и марсианский грузовой вертолёт, а также разработаны Sample Recovery Helicopter и Advanced Mars Helicopter.

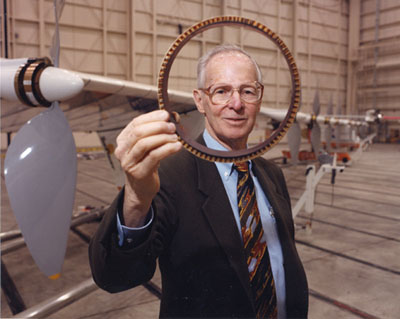
Основатель и бывший председатель AeroVironment Пол Макриди показывает поперечное сечение лонжерона крыла AeroVironment/NASA Helios Prototype.

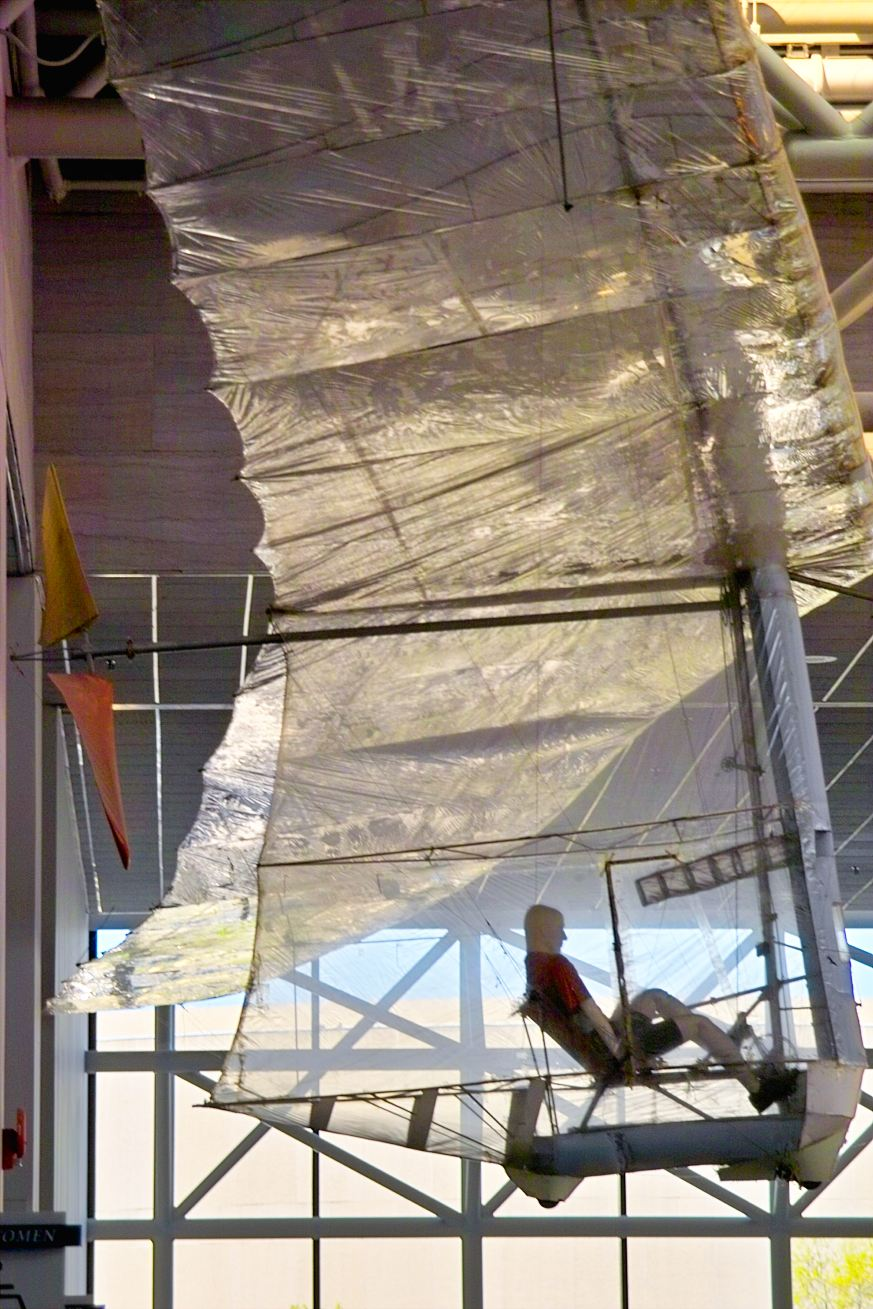
Gossamer Condor в NASM